# The Boob (film 1926)
The Boob è un film muto del 1926 diretto da William A. Wellman.

## Trama
Peter cerca di conquistare Amy, ma lei è innamorata di Harry. Peter scopre però che Harry è un contrabbandiere di rum e quindi riferisce la cosa a Jane, un agente del proibizionismo.